# James C. Murray
James Cunningham Murray (* 16. Mai 1917 in Chicago, Illinois; † 19. Oktober 1999 in Oak Lawn, Illinois) war ein US-amerikanischer Jurist und Politiker. Zwischen 1955 und 1957 vertrat er den Bundesstaat Illinois im US-Repräsentantenhaus.

## Werdegang
James Murray besuchte das Quigley Preparatory Seminary in Chicago. Nach einem Jurastudium an der dortigen DePaul University und seiner 1940 erfolgten Zulassung als Rechtsanwalt begann er in diesem Beruf zu arbeiten. Während des Zweiten Weltkrieges diente er zwischen 1942 und 1945 in der US Army. Zwischen 1945 und 1951 war er stellvertretender Attorney General von Illinois. Danach arbeitete er bis 1953 für die Preisstabilitätsbehörde. In den Jahren 1953 und 1954 fungierte er als stellvertretender Staatsanwalt im Cook County.
Politisch war Murray Mitglied der Demokratischen Partei. Bei den Kongresswahlen des Jahres 1954 wurde er im dritten Wahlbezirk von Illinois in das US-Repräsentantenhaus in Washington, D.C. gewählt, wo er am 3. Januar 1955 die Nachfolge von Fred E. Busbey antrat. Da er im Jahr 1956 nicht bestätigt wurde, konnte er bis zum 3. Januar 1957 nur eine Legislaturperiode im Kongress absolvieren. Diese war von den Ereignissen der Bürgerrechtsbewegung und des Kalten Krieges bestimmt.
Zwischen 1959 und 1967 gehörte James Murray dem Stadtrat von Chicago an, dessen Vorsitz er seit 1963 innehatte. Im Jahr 1969 war er Staatsanwalt im Cook County. Von 1970 bis 1984 war er dort Bezirksrichter, von 1986 bis 1994 Berufungsrichter. Er starb am 19. Oktober 1999 in Oak Lawn.